# Elektrodenregler
Elektrodenregler werden in verfahrenstechnischen Anlagen zur Einhaltung der Lichtbogenlänge eingesetzt. Dabei brennt ein elektrischer Lichtbogen zwischen zwei Elektroden bzw. zwischen einer Elektrode und dem zu behandelnden elektrisch leitfähigen Material. Die häufigsten Einsatzgebiete sind Lichtbogenöfen und Lichtbogenschweißgeräte.

## Einsatz in Lichtbogenöfen
Der Begriff Lichtbogenofen beinhaltet sowohl Einschmelzöfen (EAF = Electric Arc Furnace) als auch  Pfannenöfen (LF = Ladle Furnace). Der Lichtbogen brennt in beiden Fällen zwischen der Spitze einer vertikal angeordneten Graphitelektrode und dem elektrisch leitenden Einsatzgut. Letzteres ist beim EAF in der Regel fester Stahlschrott und beim LF Flüssigstahl. In neueren Verfahrensrouten besteht das Einsatzgut im EAF auch aus einem Mix aus Stahlschrott, Flüssigroheisen und Eisenschwamm. 
Beide Ofenvarianten können als Drehstrom- oder Gleichstromofen ausgelegt sein. Der Drehstromlichtbogenofen besitzt drei regelbare Elektroden, je eine pro elektrische Phase, die sich über dem Einsatzgut befinden. Der Gleichstromlichtbogenofen besitzt eine regelbare Elektrode über dem Einsatzgut sowie eine zusätzliche feste Bodenelektrode. 
Der Regler hat die Aufgabe, die Lichtbogenlänge durch Auf- und Abbewegung der Elektrode bei auftretenden Regelabweichungen konstant zu halten. Die Lichtbogenlänge ist aber nicht oder nur mit viel Aufwand direkt bestimmbar. Deshalb werden die elektrischen Messgrößen Strom und Spannung herangezogen, die eine Funktion der Lichtbogenlänge sind, und entweder direkt oder umgerechnet als Regelgröße verwendet.

### Einsatz in Drehstromlichtbogenöfen
Als Regelgröße wird häufig die Impedanz und der Strom verwendet. Während der Elektrodenstrom direkt messbar ist, wird die Impedanz aus dem Quotienten von Elektrodenspannung zu Elektrodenstrom errechnet. Daneben wird vereinzelt auch die Lichtbogenspannung verwendet, die etwas aufwändiger aus einem elektrischen Modell der Ofenanlage errechnet wird.
Für den Verfahrensprozess ist die Lichtbogenlänge und die Lichtbogenwirkleistung als Sollgröße von Interesse. Diese kann ebenfalls aus dem elektrischen Modell der Anlage in eine Impedanz oder einen Strom umgerechnet und dann dem Elektrodenregler zur Verfügung gestellt werden.
Beim Drehstromofen wird für jede Phase ein separater Regler eingesetzt. Ausnahmen bilden die mittlerweile veralteten Mono-Arm-Pfannenöfen, deren drei Elektroden über ein einziges gemeinsames Elektrodenverstellsystem geregelt werden. Durch die elektrische Kopplung der drei Phasen wird die Regelung deutlich erschwert. Ändert sich die Lichtbogenlänge in einer Phase, so werden auch die elektrischen Parameter in den benachbarten beiden Phasen beeinflusst. Während beim Strom als Regelgröße die Kopplung sehr groß ist, wird durch Verwendung der Impedanz als Regelgröße eine deutliche Abschwächung der Phasenkopplung erreicht. Der Impedanzmodus ist deshalb insbesondere für Einschmelzöfen (EAF) von Bedeutung, da durch die Schrottbewegung während des Einschmelzens eine starke Dynamik in allen drei Phasen auftritt.
Aufgrund der vorherrschenden Regelabweichung (Differenz zwischen Istwert und Sollwert) berechnet der Regler je nach Ausführung (meist P- oder PI-Regler) eine entsprechende Stellgröße, die dem Stellglied zugeführt wird. Da in der Regel keine Rückgabe der Elektrodenposition an den Regler erfolgt, wandelt das Stellglied die Stellgröße in eine Aufwärts- bzw. Abwärtsgeschwindigkeit der Elektrode um. Dadurch erhält die Regelstrecke einen integrierenden Charakter. Der D-Anteil bringt hier aufgrund der hohen stochastischen Signalanteile keinen Vorteil.

### Einsatz in Gleichstromlichtbogenöfen
Beim Gleichstromlichtbogenofen muss die vom Versorgungsnetz bereitgestellte Wechselspannung in eine Gleichspannung umgewandelt werden. Dafür werden Drehstrom-Brückengleichrichter auf Thyristorbasis verwendet, wobei die Lichtbogenleistung durch den Zündwinkel der Thyristoren bestimmt wird (Phasenanschnittsteuerung).
Das Regelprinzip ähnelt dem Prinzip geregelter Gleichstromantriebe. Ein schneller innerer Regler hält durch Vorgabe des Zündwinkels den Elektrodenstrom konstant und ein überlagerter langsamer Regler mit der Lichtbogenspannung als Regelgröße verstellt dann die Elektrode. Die unabhängige Regelung von Strom und Spannung wirkt hier vorteilhaft.

### Prozessoptimierung
Moderne leistungsfähige Regler gehen über ihre eigentliche Regelaufgabe zur Einhaltung der Lichtbogenlänge hinaus und unterstützen den Bediener bei der Prozessführung. Insbesondere bei Einschmelzöfen werden zunehmend intelligente Regler auf der Basis neuronaler Netze eingesetzt, die in der Lage sind, den Einschmelzprozess weitgehend selbständig zu optimieren. 
Ziele der Optimierung sind, die Produktionskosten zu senken und die Effektivität zu steigern. Das wird durch verschiedene Ansätze erreicht, zum Beispiel durch die dynamische Anpassung
- des Sollwertes
- der Regelparameter
- der Lichtbogenspannung

an den Schmelzfortschritt. 
Sinnvoll ist es auch, dass der Regler Prozessrandbedingungen einhält, die z. B. durch das Energieversorgungsunternehmen bezüglich Energiekosten und Spannungsqualität auferlegt werden. Hier sollten temporäre Leistungsbegrenzungen nicht überschritten oder Grenzwerte bezüglich der Spannungsqualität (Wirkleistungsfaktor, Spannungseinbrüche, Flicker) eingehalten werden. Betriebsergebnisse zeigten bisher, dass die Produktionseffektivität bei gleichzeitiger Einsparung von elektrischer und chemischer Energie gesteigert werden konnte.

### Steuerungshardware
In der Praxis haben sich elektrohydraulische Stellsysteme bewährt, bei denen die Elektroden über Hubzylinder mittels Pumpen und Proportionalventilen mit relativ kurzen Ansprechzeiten bewegt werden können. Daneben werden vereinzelt elektromotorische Stellsysteme eingesetzt, bei denen die Elektroden über einen Elektromotor und Seilwinden bewegt werden.
Die älteren Analogregler werden nach und nach durch Industriecomputer oder speicherprogrammierbaren Steuerungen (SPS) ersetzt.

## Einsatz in Lichtbogenschweißgeräten
Während beim Lichtbogenofen nicht-verzehrende Graphitelektroden eingesetzt werden, kommen beim E-Schweißen verzehrende Metallelektroden zum Einsatz. Da der Lichtbogen sowohl Werkstück als auch Elektrode verflüssigt, muss zur Einhaltung konstanter Schweißbedingungen das Elektrodenmaterial relativ schnell nachgeführt werden.